# Katar na Letních olympijských hrách 2008
Katar se účastnil Letních olympijských her 2008 a zastupovalo ho 20 sportovců v 6 sportech (20 mužů). Vlajkonošem výpravy byl katarský reprezentant ve střelbě Násir al-Attíja. Nejmladším z týmu byl Osama Alarag, kterému v době konání her bylo 16 let. Nejstarší z týmu byl Násir al-Attíja, kterému bylo v době konání her 37 let. Nikomu z výpravy se během her nepodařilo získat medaili.

## Disciplíny

### Atletika
| Sportovec               | Disciplína        | Rozběh      | Rozběh        | Čtvrtfinále | Čtvrtfinále | Semifinále        | Semifinále        | Finále            | Finále            |
| Sportovec               | Disciplína        | Čas         | Pořadí        | Čas         | Pořadí      | Čas               | Pořadí            | Čas               | Pořadí            |
| ----------------------- | ----------------- | ----------- | ------------- | ----------- | ----------- | ----------------- | ----------------- | ----------------- | ----------------- |
| Mohamed Issa Al-Thawadi | 110 m př. – muži  | 13,64       | 5. q          | DSQ         | DSQ         | nepostoupil       | nepostoupil       | nepostoupil       | nepostoupil       |
| Samuel Francis          | 100 m – muži      | 10,40       | 1. Q          | 10,11       | 4. q        | 10,20             | dodatečně DSQ     | nepostoupil       | nepostoupil       |
| Samuel Francis          | 200 m – muži      | DNS         | dodatečně DSQ | nepostoupil | nepostoupil | nepostoupil       | nepostoupil       | nepostoupil       | nepostoupil       |
| Thamer Kamal Ali        | 1500 m – muži     | 3:41,08     | 8.            | N/A         | N/A         | nepostoupil       | nepostoupil       | nepostoupil       | nepostoupil       |
| Daham Najim Bashir      | 1500 m – muži     | 3:36,05     | 3. Q          | N/A         | N/A         | 3:37,77           | 7. q              | 3:37,68           | 10.               |
| Abubaker Ali Kamal      | 3000 m př. – muži | 8:21,85     | 4. Q          | N/A         | N/A         | N/A               | N/A               | 8:16,59           | 8.                |
| James Kwalia            | 5000 m – muži     | 13:39,96    | 2. Q          | N/A         | N/A         | N/A               | N/A               | 13:23,48          | 8.                |
| Sultan Khamis Zaman     | 5000 m – muži     | 13:53,38    | 12.           | N/A         | N/A         | N/A               | N/A               | nepostoupil       | nepostoupil       |
| Ahmad Hassan Abdullah   | 10 000 m – muži   | N/A         | N/A           | N/A         | N/A         | N/A               | N/A               | 27:23,75          | 8.                |
| Felix Kibore            | 10 000 m – muži   | N/A         | N/A           | N/A         | N/A         | N/A               | N/A               | 28:11,92          | 22.               |
| Essa Ismail Rashed      | 10 000 m – muži   | N/A         | N/A           | N/A         | N/A         | N/A               | N/A               | 27:58,67          | 20.               |
| Yousuf Othman Qader     | maraton – muži    | N/A         | N/A           | N/A         | N/A         | N/A               | N/A               | 2:28:40           | 64.               |
| Mubarak Hassan Shami    | maraton – muži    | N/A         | N/A           | N/A         | N/A         | N/A               | N/A               | DSQ               | DSQ               |
| Sportovec               | Disciplína        | Kvalifikace | Kvalifikace   | Kvalifikace | Kvalifikace | Finále            | Finále            | Finále            | Finále            |
| Sportovec               | Disciplína        | Vzdálenost  | Vzdálenost    | Pořadí      | Pořadí      | Vzdálenost        | Vzdálenost        | Pořadí            | Pořadí            |
| Ibrahim Mohamedin       | trojskok          | 16,03       | 16,03         | 31.         | 31.         | nekvalifikoval se | nekvalifikoval se | nekvalifikoval se | nekvalifikoval se |
| Rashid Shafi Al-Dosari  | hod diskem        | 63,83       | 63,83         | 9. q        | 9. q        | 62,55             | 62,55             | 10.               | 10.               |

### Lukostřelba
V závodu jednotlivců v lukostřelbě zemi reprezentoval Ali Ahmed Salem. Během první fáze soutěže která se konala 9. srpna 2008 se z 64. účastníků umístil na 57. místě. 13. srpna nastoupil do prvního vyřazovacího kola které prohrál s jihokorejskému reprezentantu Im Tong-hjonovi a do dalších kol závodu nepostoupil.
| Sportovec       | Disciplína               | První kolo | První kolo | 1/64                        | 1/32        | 1/16        | Čtvrtfinále | Semifinále  | Finále/Bronzová medaile | Finále/Bronzová medaile |
| Sportovec       | Disciplína               | Skóre      | Nasazení   | Soupeř                      | Soupeř      | Soupeř      | Soupeř      | Soupeř      | Soupeř                  | Pořadí                  |
| --------------- | ------------------------ | ---------- | ---------- | --------------------------- | ----------- | ----------- | ----------- | ----------- | ----------------------- | ----------------------- |
| Ali Ahmed Salem | Závod jednotlivců – muži | 627        | 57.        | Im Tong-hjon PROHRA 103–108 | nepostoupil | nepostoupil | nepostoupil | nepostoupil | nepostoupil             | nepostoupil             |

### Plavání
V plavání Katar reprezentoval Osama el-Aarag, který do závodu mužů na 100 m prsa nastoupil 9. srpna 2008. Startoval v první rozplavbě kterou s časem 1:10,83 vyhrál. Celkově se však umístil na 61. místě a do semifinále nepostoupil.
| Sportovec      | Disciplína        | Rozplavba | Rozplavba | Semifinále  | Semifinále  | Finále      | Finále      |
| Sportovec      | Disciplína        | Čas       | Pořadí    | Čas         | Pořadí      | Čas         | Pořadí      |
| -------------- | ----------------- | --------- | --------- | ----------- | ----------- | ----------- | ----------- |
| Osama El-Aarag | 100 m prsa – muži | 1:10,83   | 61.       | nepostoupil | nepostoupil | nepostoupil | nepostoupil |

### Střelba
| Sportovec         | Disciplína | Kvalifikace | Kvalifikace | Finále      | Finále      |
| Sportovec         | Disciplína | Body        | Pořadí      | Body        | Pořadí      |
| ----------------- | ---------- | ----------- | ----------- | ----------- | ----------- |
| Násir al-Attíja   | Skeet      | 117         | 15.         | nepostoupil | nepostoupil |
| Rašíd Saleh Hamad | Skeet      | 106         | 37.         | nepostoupil | nepostoupil |

### Šerm
| Sportovec         | Disciplína    | 1/32                         | 1/16        | Čtvrtfinále | Semifinále  | Finále/Bronzová medaile | Finále/Bronzová medaile |
| Sportovec         | Disciplína    | Soupeř                       | Soupeř      | Soupeř      | Soupeř      | Soupeř                  | Pořadí                  |
| ----------------- | ------------- | ---------------------------- | ----------- | ----------- | ----------- | ----------------------- | ----------------------- |
| Khalid Al-Hammadi | Fleret – muži | Čchö Pjung-čchol PROHRA 3–15 | nepostoupil | nepostoupil | nepostoupil | nepostoupil             | nepostoupil             |

### Taekwondo
| Sportovec         | Disciplína    | 1/16                     | Čtvrtfinále | Semifinále  | Opravy      | Bronzová medaile | Finále      | Finále      |
| Sportovec         | Disciplína    | Soupeř                   | Soupeř      | Soupeř      | Soupeř      | Soupeř           | Soupeř      | Pořadí      |
| ----------------- | ------------- | ------------------------ | ----------- | ----------- | ----------- | ---------------- | ----------- | ----------- |
| Abdulqader Hikmat | Muži do 80 kg | Rashad Ahmadov POHRA 0–5 | nepostoupil | nepostoupil | nepostoupil | nepostoupil      | nepostoupil | nepostoupil |